# Normahl
Normahl (с нем. переводится как «нормальный»; правильное написание — NoRMAhl) — немецкая панк группа из Виннендена.
Группа сформировалась в 1981 году.
Их первое выступление состоялось в их гимназии, и вскоре после этого они выпустили свой первый EP под названием «Stuttgart über alles».
Группа активно боролась с ксенофобией и насилием и в 1992 году инициировала национальную программу «Kein Hass im Wilden Süden» (Нет ненависти на диком юге).
В 1993 году они выпустили альбом «Auszeit», который не получил большого успеха. Группа распалась в 1996 году, но реформировалась в 2002 году и продолжает активную деятельность до сегодняшнего дня.
В 2021 году они были удостоены серебряной награды IMPALA за четыре своих альбома. Также они выпустили несколько хитовых синглов, включая «Waldfest».

## Дискография
- 1981: Verarschung Total (LP)
- 1982: Ein Volk steht hinter uns (LP)
- 1984: Der Adler ist gelandet (LP)
- 1985: Harte Nächte (LP)
- 1986: Lebendig I — Live in Switzerland (Live-LP)
- 1988: Biervampir
- 1989: Kein Bier vor vier (LP)
- 1990: Verarschung Total (Remix 1990) (CD/LP)
- 1991: Blumen im Müll (CD/LP)
- 1993: Auszeit (CD/LP)
- 1994: Lebendig II — Ernst ist das Leben (Live-CD)
- 1994: Lebendig III — Heiter ist die Kunst (Live-CD)
- 1994: Lebendig II & III — Ernst ist das Leben… …heiter ist die Kunst
- 2002: IN RI 21 (CD)
- 2003: Das ist Punk — Best of (CD)
- 2005: Voll Assi (CD)
- 2010: Jong’r (CD/DVD)
- 2011: Normahl Best: Punk ist keine Religion (CD)
- 2015: Friede den Hütten, Krieg den Palästen